# Getulio Vaca Diez
Getulio Joaquín Vaca Diez Parada (Santa Cruz de la Sierra, 24 ottobre 1984) è un ex calciatore boliviano, di ruolo centrocampista.

## Caratteristiche tecniche
Gioca come centrocampista offensivo: è dotato di una buona tecnica ed è abile nell'esecuzione dei calci piazzati, siano essi punizioni o calci d'angolo.

## Carriera

### Club
Vaca Diez giocò la sua prima partita in massima serie boliviana nel corso della stagione 2003, scendendo in campo con la maglia del Guabirá di Montero. Fu impiegato sovente in campionato, e a fine torneo aveva raccolto 29 presenze. Nel 2004 passò al Blooming, compagine della sua città natale, Santa Cruz de la Sierra. Giocò la prima annata da titolare, mentre poco dopo l'inizio della seconda fu inviato a giocare in Svizzera, in prestito all'Yverdon. Nel club elvetico divenne titolare, disputando 13 gare in prima divisione. Tornò poi in patria nel campionato 2006, vestendo i colori del Bolívar di La Paz. Nel 2007 ebbe un breve ritorno al Blooming, mentre nel 2008 passò al Guabirá. Nel 2009 disputò con la squadra dalla divisa rossa la Copa Simón Bolívar. Nel 2010 tornò in massima serie, e giocò 29 volte per l'Universitario di Sucre, mettendo a segno 7 reti. Nel febbraio 2011 viene ceduto al Real Mamoré, ma pochi giorni dopo il suo arrivo si infortunò e saltò la stagione.

### Nazionale
Con la selezione Under-20 ha disputato il Campionato sudamericano 2003, disputando quattro incontri. Debuttò in Nazionale maggiore il 17 novembre 2004, in occasione dell'incontro di Barranquilla con la Paraguay, valido per le qualificazioni al campionato del mondo 2006, subentrando al 76º minuto a Rubén Tufiño. Nello stesso anno venne incluso nella lista per la Copa América. In tale competizione, però, non fu mai impiegato.

## Palmarès

### Club

#### Competizioni nazionali
- Campionato boliviano: 2

Blooming: Apertura 2005
Bolívar: Clausura 2006